# Præsidentvalget i Litauen 2009
Præsidentvalget i Litauen blev afholdt 17. maj 2009. Løsgængeren Dalia Grybauskaitė vandt valget med godt 68% af de gyldige stemmer. Hun blev 12. juli indsat som landets første kvindelige præsident.

## Resultater
| Kandidat             | Partei                                                               | Stimmen | %     |
| -------------------- | -------------------------------------------------------------------- | ------- | ----- |
| Dalia Grybauskaitė   | løsgænger                                                            | 942.621 | 68,16 |
| Algirdas Butkevičius | Lietuvos socialdemokratų partija (Litauens socialdemokratiske parti) | 161.946 | 11,71 |
| Valentinas Mazuronis | Tvarka ir teisingumas (Orden og Retfærdighed)                        | 84.273  | 6,09  |
| Valdemar Tomaševski  | Lietuvos lenkų rinkimų akcija (Valgaktion for polakker i Litauen)    | 64.624  | 4,67  |
| Kazimiera Prunskienė | Lietuvos valstiečių liaudininkų sąjunga (Litauens Bondefolkeunion)   | 53.307  | 3,85  |
| Loreta Graužinienė   | Darbo partija (Arbejderpartiet)                                      | 49.479  | 3,58  |
| Česlovas Jazerskas   | Løsgænger                                                            | 9.123   | 0,66  |